# Petr Buchta (dramaturg)
Petr Buchta (* 4. prosince 1965) je český dramaturg, redaktor, editor a novinář, bývalý zahraniční zpravodaj České televize, od července 2023 člen Rady pro rozhlasové a televizní vysílání.

## Život
Vystudoval Vysokou školu ekonomickou v Praze (získal titul Ing.). Žije v Praze.
Pracovní kariéru začínal v letech 1990 až 1992 jako pracovník provozu památkových objektů u Střediska státní památkové péče, v letech 1993 až 1994 byl technickým pracovníkem leteckých měření na Českém hydrometeorologickém ústavu (ČHMÚ).
V roce 1994 nastoupil do České televize. Nejdříve pracoval jako editor a redaktor v redakci zpravodajství, od roku 1998 byl redaktorem zahraničního zpravodajství a zahraničním zpravodajem. V letech 2008 až 2009 byl vedoucím zahraniční redakce zpravodajsko-publicistické televizní stanice Z1. V roce 2009 se do České televize vrátil a působil jako dramaturg pořadů zaměřených na společenskou diverzitu, v letech 2012 až 2014 pak jako redaktor aktuální publicistiky. Mezi roky 2014 a 2023 byl na ČT dramaturgem dokumentárních pořadů.
Na konci května 2023 byl zvolen Poslaneckou sněmovnou ČR jakožto kandidát Pirátů a hnutí STAN členem Rady pro rozhlasové a televizní vysílání, a to s účinností od 2. července 2023. Ke zvolení bylo nutných nejméně 90 poslaneckých hlasů, Buchta obdržel 94 hlasů.